# 国際標準化機構が定める国際標準一覧 (ISO 9000 から ISO 9999 まで)
ISO 8000 から ISO 8999 まで - 国際標準化機構が定める国際標準一覧 - ISO 10000 から ISO 10999 まで
- ISO 9000 品質マネジメントシステム - 基本及び用語
- ISO 9001 品質マネジメントシステム - 要求事項
- ISO 9004 組織の持続的成功のための運営管理 - 品質マネジメントアプローチ
- ISO 9005 核エネルギー - 二酸化ウラン粉末及び焼結ペレット - 電流滴定法による酸素/ウラン原子数比の測定
- ISO 9006 金属ウラン及び二酸化ウラン粉末ならびに焼結ペレット - 窒素含有量の定量 - アンモニア感知電極による方法
- ISO/TR 9007 情報処理システム - 概念的スキーマ及び情報基盤の概念及び専門用語集
- ISO 9008 ガラス瓶 - 垂直性 - 試験方法
- ISO 9009 ガラス容器 - 高さ及び容器の底に関しての仕上げの非平行度 - 試験方法
- ISO 9011 同期ベルトドライブ - 自動車プーリ
- ISO 9013 熱切断 - 熱切断の分類 - 製品の幾何特性仕様及び品質公差
- ISO 9022 光学及び光学計器 - 環境試験方法
- ISO 9031 航空貨物機器 - ユニットロード装置(ULD)の取扱いシステム - 図形表記のための記号
- ISO 9033 アルミニウム鉱石 - バルク材の水分の定量
- ISO 9035 鉄鉱石 - 溶性鉄(Ⅱ)の定量 - 滴定法
- ISO 9036 情報処理 - 情報交換のためのアラビア語7ビット符号化文字集合
- ISO/IEC 9040 情報技術 - 開放型システム間相互接続 - 仮想端末基本クラスサービス
- ISO/IEC 9041 情報技術 - 開放型システム間相互接続 - 仮想端末基本クラスプロトコル
- ISO 9042 鋼鉄 - ポイントグリッドによる構成成分の体積含有率を統計的に推定するためのせん端計数法
- ISO 9043 モペット - 慣性モーメントの測定方法
- ISO 9044 産業用織りワイヤクロース - 要求事項及び試験
- ISO 9045 産業用ふるい及びふるい分け - 用語集
- ISO 9046 建築構造 - 目地材 - 定温におけるシーリング材の接着/粘着特性の測定
- ISO 9047 建築構造 - 継目製品 - 可変温度におけるシーリング材の接着/粘着特性の測定
- ISO 9048 建築物構造 - シーリング材 - 標準化機器を使用するシーリング材の押出性の測定
- ISO 9052 音響学 - 動剛性の測定
- ISO 9058 ガラス容器 - 瓶の標準公差
- ISO/IEC 9066 情報処理システム - テキスト通信 - 高信頼転送
- ISO 9069 情報処理 - SGML支援機能群 - SGML文書交換様式(SDIF)
- ISO/IEC 9070 情報技術 - SGML支援施設 - 公開文所有者識別子の登録手順
- ISO/IEC 9072 情報処理システム - テキスト通信 - 遠隔操作
- ISO 9073 織物 - 不織布の試験
- ISO/IEC 9075 情報技術 - データベース言語 - SQL
- ISO 9086 木材 - 物理及び機械試験方法 - 用語集
- ISO 9087 木材 - 軸荷重用途下のくぎ及びねじの保持力の測定
- ISO 9088 アルミニウム生産に使用する炭質材料 - 陰極ブロック及び予備焼きなまし陽極 - 比重瓶法によるキシレン密度の測定
- ISO 9089 海洋構造物 - 移動式海洋装置 - アンカーウインチ
- ISO 9090 ガス溶接及び類似プロセス用の機器の気密性
- ISO 9095 鋼管 - 材料識別のための連続文字表示及び色分け
- ISO 9100 ガラス容器 - 真空ラグ仕上げ
- ISO 9102 ディーゼル機関 - ねじ込み噴射ノズルホルダ、タイプ24、25、26及び26.1
- ISO 9103 路上走行車 - 圧縮点火機関 - ねじ込み噴射ノズルホルダ、タイプ23
- ISO 9104 暗きょにおける液体の流れの測定 - 液体用電磁流量計の性能を評価するための方法
- ISO 9110 油圧流体動力 - 測定技術
- ISO 9112 トラック及びバスタイヤ - タイヤ転がり円周を測定する方法 - 負荷時の新タイヤ
- ISO 9113 プラスチック - ポリプロピレン(PP)及びプロピレンコポリマー熱可塑性プラスチック - イソタクチック指数の測定
- ISO 9114 原油 - 水素化物反応による水分の定量 - 現地試験
- ISO 9116 未焙煎コーヒー豆 - 仕様の方法の指針
- ISO 9117 塗料及びワニス - 乾燥試験
- ISO 9119 クロスカントリースキー板 - ビンディング取付範囲 - 要求事項及び試験方法
- ISO/IEC 9126 ソフトウェア工学 - 製品品質
- ISO 9127 情報処理 - 流通ソフトウェアパッケージの利用者用文書及び外装表示[1]
- ISO 9128 路上走行車 - ブレーキ液のタイプを指定するための図記号
- ISO 9131 三輪モペット及びオートバイ - 寸法 - 用語集
- ISO 9136 と粒 - かさ比重の測定
- ISO 9139 宇宙航行体 - 普通又はみぞ付きナット - 調達仕様書
- ISO 9140 宇宙航行体 - 普通又はみぞ付きナット - 試験方法
- ISO 9141 路上走行車 - 診断システム
- ISO 9142 接着剤 - 接着接合部の標準試験所的な老化試験条件
- ISO 9144 セキュリティ - 光学的文字認識行 - 位置及び構造
- ISO 9150 防護衣 - 溶解金属の小さな飛沫の衝撃時の材料の行動の測定
- ISO 9151 熱及び火炎に対する防護衣 - 火炎への暴露時の熱透過率の測定
- ISO 9152 宇宙航行体 - ボルト、MJねじ付き、チタン合金製、強度区分1,100 MPa - 調達仕様書
- ISO 9154 宇宙航行体 - ボルト、MJねじ付き、耐熱ニッケル製合金、強度区分1,550- MPa - 調達仕様書
- ISO 9156 宇宙航行体 - アンカ、戻り止め、固定、90度コーナ、小形系、取付面付き、MJねじ付きナット。等級1,100 MPa(周囲温度)/235℃、1,100 MPa(周囲温度)/315℃及び1,100 MPa(周囲温度)/425℃ - 寸法
- ISO 9157 宇宙航行体 - ナット、スプラインドライブ、戻り止め、MJねじ、分類：1100 Mpa (周囲温度)/425℃、1100 Mpa (周囲温度)/650℃、1210 Mpa (周囲温度)/425℃、1210 Mpa (周囲温度)/730℃、1550 Mpa (周囲温度)/235℃、1550 Mpa (周囲温度)/425℃及び1550 Mpa (周囲温度)/600℃ - 寸法
- ISO 9158 路上走行車 - 無鉛ガソリン用のノズル噴出口
- ISO 9159 路上走行車 - 加鉛ガソリン及びディーゼル燃料用のノズル噴出口
- ISO 9160 情報処理 - データの暗号化 - 物理層相互運用性要求事項
- ISO 9161 二酸化ウラン粉末 - 見掛密度及びタップ密度の測定
- ISO 9162 石油製品 - 燃料(F級) - LPガス - 仕様
- ISO 9167 なたね - グルコシノレートの定量
- ISO 9169 大気の質 - 自動測定システムの性能特性の定義及び決定
- ISO/IEC 9171 情報技術 - データ交換用追記形130 mm光ディスクカートリッジ
- ISO 9174 水質 - クロムの定量 - 原子吸光法
- ISO 9177 シャープペンシル
- ISO 9180 鉛筆の黒色芯 - 分類及び直径
- ISO 9181 プレス工具 - 60度の円すい形ヘッドと短い軸を持つ丸パンチ
- ISO 9186 図記号の理解度試験方法
- ISO 9191 芝生及び庭用ライドオン(乗込み型)トラクタ - 3点ヒッチ
- ISO 9194 構造設計の基礎 - 構造物、非構造的エレメント及び貯蔵材料の自重による作用 - 密度
- ISO 9199 宇宙航行体 - フランジ付き12ポイント戻り止めMJねじナット、分類:1100 MPa(周囲温度)/425℃、1100MPa(周囲温度)/650℃、1210 MPa(周囲温度)/425℃、 1210 Mpa(周囲温度)/730℃、 1550 Mpa(周囲温度)/235℃、 1550 MPa(周囲温度)/425℃及び550 MPa(周囲温度)/600℃ - 寸法
- ISO 9202 宝石類 - 貴金属合金の純度
- ISO 9203 造船 - 船こく構造要素のトポロジー
- ISO 9208 アルミニウム鉱石 - バナジウム含有量の定量 - BPHA分光分析法
- ISO/TR 9209 開水路における液体の流れの測定 - ウェットライン補正値の測定
- ISO 9211 光学及びフォトニクス - 光学コーティング
- ISO 9213 開水路における流量測定 - 全水路幅コイルを使用する電磁法
- ISO 9217 宇宙航行体 - 座金、面取り形、沈めフライス付、プーリ用、合金鋼製及びカドミウムめっき又は耐食鋼製及びパッシベーション処理 - 寸法及び質量
- ISO 9220 金属被覆 - 被覆厚さ測定 - 走査形電子顕微鏡試験法
- ISO 9221 家具 - 幼児用椅子
- ISO 9222 製図 - 動的用途のシール
- ISO 9223 金属・合金の腐食 - 大気の腐食性 - 分類
- ISO 9224 金属・合金の腐食 - 大気の腐食性 - 腐食分類の指針値
- ISO 9225 金属・合金の腐食 - 大気腐食性 - 汚染の測定
- ISO 9226 金属・合金の腐食 - 大気腐食性 - 腐食性評価のための標準試験片の腐食度の測定
- ISO 9227 人工大気における腐食試験 - 塩水噴霧試験
- ISO 9229 断熱 - 用語
- ISO 9231 牛乳及び乳製品 - 安息香酸及びソルビン酸含有量の定量
- ISO 9233 チーズ、チーズの皮及びプロセスチーズ - ナタマイシン含有量の定量
- ISO 9236 写真 - 医療用スクリーン/フィルムシステムのセンシトメトリー
- ISO/TR 9240 織物 - 難燃性のための衣服のデザイン
- ISO 9241 人間工学 - 人とシステムとのインタラクション
- ISO 9242 情報処理 - ソフトウェア文書化の管理要領[2]
- ISO 9244 土工機械 - 機械の安全ラベル - 通則
- ISO 9247 土工機械 - 電線及びケーブル - 識別及び記号の原則
- ISO/TS 9250 土工機械 - 同義語の多言語リスト
- ISO 9252 ゴムラテックス - 微生物試験
- ISO 9258 乗用車 - ワイパー系統 - ワイパーブレード長さ
- ISO 9261 農業用灌漑機器 - エミッタ及び放出パイプ - 仕様及び試験方法
- ISO 9264 木工機械 - 滑りテーブル又はフレームを持つ狭帯サンダ
- ISO 9265 木工機械 - 滑りテーブル又はフレームを持つ狭帯サンダ
- ISO 9266 木工機械 - 万能工具及びカッタシャープナ - 名称集
- ISO 9267 木工機械 - 帯鋸ブレード研削機 - 名称集
- ISO 9268 外科用インプラント - 頭部円錐内面を持つ金属骨ねじ - 寸法
- ISO 9269 外科用インプラント - 金属骨プレート - 円錐内面を持つねじに対応する穴及びすりわり
- ISO 9270 自動工具交換器用の7/24テーパ主軸端
- ISO 9276 粒度分布分析結果の表現方法
- ISO/IEC 9281 情報技術 - 画像符号化法
- ISO/IEC 9282 情報処理 - 画像の符号化表現
- ISO 9283 産業用マニピュレーティングロボット - 性能項目及び試験方法
- ISO 9288 断熱 - 放射熱移動 - 物理量及び定義
- ISO/IEC 9293 情報技術 - 情報交換のためのディスクカートリッジのボリューム及びファイル構造
- ISO/IEC TR 9294 情報処理 - ソフトウェア文書管理に対する指針[3]
- ISO 9297 水質 - 塩素の定量 - クロム酸指示薬を用いる硝酸銀滴定法(モール法)
- ISO 9298 ゴム用配合剤 - 酸化亜鉛 - 試験方法
- ISO 9302 圧力用継目無溶接(サブマージアーク溶接を除く)鋼管 - 流体耐漏性の渦流探傷試験
- ISO 9303 圧力用継目無及び溶接(サブマージアーク溶接を除く）鋼管 - 長手方向きず検出用全面超音波探傷試験
- ISO 9304 圧力用継目無及び溶接(サブマージアーク溶接を除く）鋼管 - きず検出用渦流探傷試験
- ISO 9305 圧力用継目無鋼管 - 周方向きず検出用全面超音波探傷試験
- ISO 9308 水質 - 大腸菌、耐熱性大腸菌、通性嫌気性桿菌類の検出と計数
- ISO 9309 冷媒圧縮機 - 性能表示
- ISO/TR 9310 路上走行車 - 圧縮点火(ディーゼル)機関の煙の測定 - 短期供用試験の調査
- ISO 9311 熱可塑性配管システム用の接着剤
- ISO 9312 抵抗溶接機器 - 電極バックアップに使用する絶縁ピン
- ISO 9313 スポット溶接機器 - 冷却管
- ISO 9314 情報処理システム - 光ファイバ分散型データインタフェース(FDDI)
- ISO 9315 情報処理システム - フレキシブルディスクカートリッジドライブ間のインタフェース
- ISO/IEC 9316 情報技術 - 小型コンピュータシステムインタフェース2(SCSI-2)
- ISO/IEC 9318 情報技術 - インテリジェント周辺インタフェース
- ISO/TR 9325 外科用インプラント - 人工骨頭及び全人工股関節 - 人工股関節の評価のためのシミュレータへの推奨事項
- ISO/TR 9326 外科用インプラント - 人工骨頭及び全人工股関節 - ベアリング表面の変化の実験室における評価のための指針
- ISO 9328 圧力用鋼板製品 - 技術的出荷条件
- ISO 9329 圧力用継目無管 - 技術的出荷条件
- ISO 9336 光学及びフォトニクス - OTF - 用途
- ISO 9342 光学及び光学機器 - レンズメータ校正用テストレンズ
- ISO 9343 プライヤ及びニッパ - スリップジョイントプライヤ - 寸法及び試験値
- ISO 9349 断熱ダクタイル鋳鉄配管システム
- ISO 9354 繊維 - 組織 - コード化システム及び例
- ISO 9355 表示器及び制御作動器の設計における人間工学要求事項
- ISO 9359 大気の質 - 環境大気の質の評価のための層別サンプリング法
- ISO 9362 銀行業務 - 銀行業務電気通信メッセージ - 事業識別コード(BIC)
- ISO 9364 商用、板金及び構造用連続溶融アルミニウム/亜鉛合金めっき鋼板
- ISO 9367 Ro/Ro船による海上輸送用道路走行車での固縛及び緊締措置 - 一般要求事項
- ISO 9370 プラスチック - 耐候試験における放射露光量の機器による定量 - 一般指針及び基本試験方法
- ISO 9373 クレーン及び関連機器 - 試験中に測定パラメータの確度要求事項
- ISO 9374 クレーン - 提供すべき情報
- ISO 9375 木工機械 - 固定位置に主軸を持つディスク研磨機械 - 用語
- ISO 9392 集塊コルク盤 - シーリング特性
- ISO 9393 産業用途の熱可塑性プラスチック弁 - 圧力試験方法及び要求事項
- ISO 9394 眼光学 - コンタクトレンズ及びコンタクトレンズケア製品 - ラビットアイを用いた視覚検討による生体適合性の測定
- ISO 9398 業務用洗濯機 - 定義及び能力試験並びに消費特性
- ISO 9402 圧力用継目無及び溶接(サブマージアーク溶接を除く)鋼管 - 磁性鋼管の長手方向きず検出用全周漏洩磁束探傷試験
- ISO 9403 原油 - 移送責任 - 貨物検査の指針
- ISO 9406 アルミニウム生産用炭質 - 重量分析による揮発分の定量
- ISO 9407 靴のサイズ - 寸法決定及びマーク表示に関するモンドポイントシステム
- ISO 9409 産業用マニピュレーティングロボット - メカニカルインタフェース
- ISO 9413 タイヤ弁 - 寸法及び呼称
- ISO 9414 木工機械 - カーテン塗工機 - 用語
- ISO 9415 木工機械 - 広幅サンダ - 用語
- ISO 9418 宇宙航行体 - アルミニウム又はアルミニウム合金のソリッドリベット - 購入仕様
- ISO 9424 木材ベースパネル - 試験片寸法の測定
- ISO 9426 木材ベースパネル - パネルの寸法の測定
- ISO 9427 木材ベースパネル - 密度の測定
- ISO 9431 建築製図 - 製図、及び文章タイトル欄のスペース
- ISO 9443 熱処理形及び合金鋼 - 熱間圧延丸鋼及び線材の仕上げ面品位の等級 - 引渡技術条件
- ISO 9444 連続熱間圧延ステンレス鋼 - 寸法及び形状の公差
- ISO 9451 木工機械 - 平表面用手送りベニヤプレス - 用語
- ISO 9452 木工機械 - 横方向ベニヤスプライシング機 - 用語
- ISO 9454 軟質はんだ付け用フラックス - 分類及び要求事項
- ISO 9455 軟質はんだ付け用フラックス - 試験方法
- ISO 9467 林業機械 - 可搬形チェーンソー及びブッシュカッタ - 排気装置起因の火災リスク
- ISO/IEC 9496 CHILL - ITU-Tプログラミング言語
- ISO 9506 工業自動化システム - 製造メッセージ仕様
- ISO 9507 鉄鉱石 - 総鉄含有量 - 塩化チタン(III)還元法
- ISO 9509 水質 - 活性汚泥微生物の硝化抑制の評価のための毒性試験
- ISO/TR 9511 路上走行車 - ドライバ手動制御リーチ - 車内検査手順
- ISO 9512 シガレット - ベンチレーションの測定 - 定義及び測定原理
- ISO 9518 林業機械 - 可搬形チェーンソー
- ISO 9525 映画 - 17.5ミリ磁気フィルムでの二つの録音の間の録音ヘッドギャップ - 位置及び幅
- ISO/IEC 9529 情報処理システム - 各面の80トラック上で15,916 ftpradの変形周波数変調記録を使用する90 mm(3.5インチ)フレキシブルディスクカートリッジ上のデータ交換
- ISO 9533 土工機械 - 機械搭載の走行警報音及び前方警笛 - 試験方法及び性能基準
- ISO 9534 路上走行車 - 燃料ポンプ電気接続
- ISO 9535 木工機械 - 木摺からのコアストック生産用機械 - 用語
- ISO 9536 木工機械 - 振動工具動作するほぞ継機械 - 用語
- ISO 9537 木工機械 - 単一終端ボンディング機械 - 用語
- ISO 9538 航空宇宙 - 油圧管ジョイント及び継手 - 平面曲げ試験
- ISO/IEC 9541 情報技術 - フォント情報交換
- ISO 9542 情報処理システム - システム間の通信及び情報交換 - コネクションレスネットワークサービスを提供するプロトコルに接続するための交換プロトコルにルーティングする中間システムの終端システム(ISO 8473)
- ISO 9543 情報処理システム - システム間の情報交換 - DTE/DCEインタフェースにおける同期伝送信号品質
- ISO/TR 9544 情報処理 - 電子出版 - 用語集
- ISO/IEC 9545 情報技術 - 開放型システム間相互接続 - 応用層構造
- ISO/TR 9547 プログラム言語プロセッサ - 試験方法 - 開発及び受容性の指針
- ISO/IEC 9548 情報技術 - 開放型システム間相互接続 - コネクションレス型セッションプロトコル
- ISO/IEC 9549 情報技術 - 平衡交換回路のガルバニ電流絶縁
- ISO 9555 開水路における液体流量の測定 - 定常流に測定のトレーサ濃度法
- ISO 9556 鋼及び鉄 - 全炭素含有量の定量 - 誘導炉で燃焼後赤外線吸収法
- ISO 9558 木工機械 - スライサ - 用語
- ISO 9559 写真 - 35ミリフィルムストリップ映写機 - 映写機用枠マスクの仕様
- ISO 9562 水質 - 吸着性有機ハロゲン(AOX)の定量
- ISO 9564 金融業務 - 個人識別番号(PIN)マネジメント及びセキュリティ
- ISO 9566 木工機械 - 数主軸を持つシングルエンドほぞ取り盤 - 用語
- ISO 9567 木工機械 - 4重効果木毛生産用水平型破砕機械 - 用語
- ISO/IEC 9574 情報技術 - パケット形態端末装置によるOSIコネクション型ネットワークサービスのサービス総合デジタル網(ISDN)への提供
- ISO/IEC 9576 情報技術 - 開放型システム間相互接続 - コネクションレス型プレゼンテーションプロトコル
- ISO/IEC TR 9578 情報技術 - ローカルエリアネットワークにおいて使用される通信インタフェースコネクタ
- ISO/IEC 9579 情報技術 - セキュリティ強化SQLのための遠隔データベースアクセス
- ISO 9583 外科用インプラント - 非破壊検査 - 金属製外科用インプラントの液浸透探傷検査
- ISO 9587 金属及びその他の無機質皮膜 - 水素脆性の危険率を減らすための鉄又は鉄鋼の前処理
- ISO 9591 アルミニウム合金の腐食 - 応力腐食割れ耐性の測定
- ISO/IEC 9592 情報技術 - コンピュータグラフィックス及び画像処理 - 対話型グラフィックスシステム(PHIGS)
- ISO/IEC 9593 情報技術 - コンピュータグラフィックス - 対話型グラフィックスシステム(PHIGS)
- ISO/IEC 9594 情報技術 - 開放型システム間相互接続 - ディレクトリ
- ISO/IEC 9595 情報技術 - 開放型システム間相互接続 - 共通管理情報サービス
- ISO/IEC 9596 情報技術 - 開放型システム間相互接続 - 共通管理情報プロトコル
- ISO 9597 セメント - 試験方法 - 凝結及び安定性の試験
- ISO 9598 圧力用継目無鋼管 - 磁性鋼管の横方向きず検出用全周漏洩磁束探傷試験
- ISO 9599 銅、鉛、及び亜鉛硫化精鉱 - 試料分析のための吸着水分の測定 - 重量法
- ISO 9606 溶接作業者の認定試験 - 融接
- ISO 9611 音響 - 接続構造物-の音響放射に対する構造物支持音源の特性化 - 弾性取付け時の機械の接触点における速度の測定
- ISO 9615 木工機械 - 油圧クランプ付き垂直形破砕機 - 名称集
- ISO 9616 木工機械 - 工事現場用丸のこ盤 - 名称集
- ISO 9617 木工機械 - 吊りテーブル及びステージ - 名称集
- ISO 9628 転がり軸受 - インサート軸受及び偏心固定輪 - 主要寸法及び公差
- ISO 9631 ゴムシール - 110℃までの給湯用配管路の接合リング - 材料規格
- ISO/IEC 9636 情報技術 - コンピュータグラフィックス - グラフィックス装置との対話のためのインタフェース技術(CGI) - 機能仕様
- ISO/IEC 9637 情報技術 - コンピュータグラフィックス - グラフィックス装置との対話のためのインタフェース技術(CGI) - 機能仕様
- ISO/IEC 9638 情報技術 - コンピュータグラフィックス - グラフィックス装置との対話のためのインタフェース技術(CGI) - 言語結合
- ISO/IEC 9646 情報技術 - 開放型システム間相互接続 - 適合試験方法及びフレームワーク
- ISO 9647 鋼及び鉄 - バナジウム含有量の定量 - フレーム原子吸光分析法
- ISO 9653 接着剤 - 接着接合部のせん断衝撃強さの試験方法
- ISO 9654 エレクトロニクス用プライヤ及びニッパ - 専用ニッパ - くい切り
- ISO 9655 エレクトロニクス用プライヤ及びニッパ - 専用ニッパ - 固定及び操作用プライヤ
- ISO 9656 エレクトロニクス用プライヤ及びニッパ - 試験方法
- ISO 9657 エレクトロニクス用プライヤ及びニッパ - 一般技術要求事項
- ISO 9660 情報処理 - 情報交換用CD-ROMボリューム及びファイルの構造
- ISO/IEC 9661 情報技術 - 12.7 mm幅の磁気テープカートリッジ上でのデータ交換 - 18トラック、1 mm当たり1,491データバイト[
- ISO 9664 接着剤 - 引張りせん断荷重による構造接着剤の疲労特性の試験方法
- ISO 9665 接着剤 - 動物ニカワのサンプリング及び試験方法
- ISO 9667 航空機地上サポート機器 - コウバー
- ISO 9680 歯科 - 手術灯
- ISO 9681 マンガン鉱石及び精鉱 - 鉄含有量の定量 - フレーム原子吸光分析法
- ISO 9682 鉄鉱石 - マンガン含有量の定量
- ISO 9683 鉄鉱石 - バナジウム含有量の定量
- ISO 9685 鉄鉱石 - マンガン含有量の定量
- ISO 9686 直接還元鉄 - 炭素及び/又は硫黄含有量の定量 - 赤外線測定を含む高周波燃焼法
- ISO 9687 歯科用機器 - 図記号
- ISO 9688 機械的振動及び衝撃 - 機械系の耐衝撃性評価の分析法 - 供給者及び利用者間の分析情報交換
- ISO 9689 原料工学ガラス - 50℃における水溶性アルカリりん酸塩を含む洗浄剤に対する腐食耐性-試験及び分類
- ISO 9692-1 溶接及び関連作業－接合部処理のタイプ－第1部：鋼の被覆アーク溶接，ガスシールドアーク溶接及びガス溶接,TIG溶接及びビーム溶接
- ISO 9692-2 溶接及び関連作業－開先形状－第2部：鋼のサブマージアーク溶接
- ISO 9692-3 溶接及び関連作業－開先形状の種類－第3部：アルミニウム及びアルミニウム合金の金属イナートガス溶接並びにタングステンイナートガス溶接
- ISO 9692-4 溶接及び関連作業－推奨開先形状－第4部：クラッド鋼
- ISO 9701 腕時計及び懐中時計 - 時針、分針及び秒針用の取付け直径
- ISO 9702 プラスチック - アミンエポキシド硬化剤 - 1次.2次及び3次アミン基窒素含有量の定量
- ISO 9704 乗用車 - ワイパーシステム - シャフト端及びアームホール
- ISO 9705 引火試験 - 地上製品に対する大規模室内試験
- ISO 9709 構造用木材 - 目視強度格付け - 基本原則
- ISO 9711 貨物コンテナ - 船舶搭載コンテナに関する情報
- ISO 9712 非破壊試験 - 技術者の資格及び認証
- ISO 9735 管理、取引及び輸送の電子データ交換(EDIFACT) - 応用水準構文規則(構文版番号：4、構文リリース番号：1)
- ISO 9747 宇宙航行体 - 航空機制御ワイヤロープのスエージ加工した耐食性鋼2重シャンクボールエンド - 寸法及び荷重
- ISO 9757 宇宙航行体 - 航空機制御ワイヤロープターンバレル用ねじ切り鋼フォークエンド - 寸法及び荷重
- ISO 9764 圧力用電気抵抗及び誘導溶接鋼管 - 溶接シーム長手方向きず検出用超音波探傷試験
- ISO 9768 茶 - 水抽出物の定量
- ISO 9770 原油及び石油製品 - 638 kg/m3～1074 kg/m3の範囲の炭化水素の圧縮係数
- ISO 9771 プラスチック - フェノール樹脂 - 酸性状態での硬化の場合液体レゾールの擬似断熱温度上昇の測定
- ISO 9772 発泡プラスチック - 小火炎を受ける小型試料の水平燃焼の測定
- ISO 9773 プラスチック - 小フレーム着火源と接触する薄層たわみ垂直供試体の燃焼挙動の測定
- ISO 9774 建築用断熱 - 選択特性
- ISO 9775 小型船舶 - 15 kW～40 kWの単一船外機を持つ遠隔かじ取り装置
- ISO 9776 部分メンソール除去処理メンタアルヴェニシス(Mentha arvensis L. var. piperascens Malinv. and var. glabrata Holmes)
- ISO 9785 船舶及び海洋技術 - 内燃機関車両が運転される貨物スペースの換気 - 全所要理論空気量の計算
- ISO/IEC 9789 情報技術 - データ交換のためのデータ要素の組織化及び表現の指針 - 符号化方法及び原則
- ISO/TR 9790 路上走行車 - 擬人化側面衝撃ダミー - ダミーの生物的忠実度を測定するための側面衝撃反応要求事項
- ISO/IEC 9796 情報技術 - セキュリティ技術 - メッセージ回復を提供するデジタル署名計画
- ISO/IEC 9797 情報技術 - セキュリティ技術 - メッセージ確認コード(MAC)
- ISO/IEC 9798 情報技術 - セキュリティ技術 - 実体認証
- ISO 9801 眼光学機器 - 検眼レンズ[4]
- ISO/IEC 9804 情報技術 - 開放型システム間相互接続 - コミットメント,並行処理及び回復サービス要素のためのサービス定義
- ISO/IEC 9805 情報技術 - 開放型システム間相互接続 - コミットメント,並行処理及び回復サービス要素のためのプロトコル
- ISO 9831 動物用飼料、動物生成物、糞又は尿 - 総熱量の測定 - ボンベ熱量計法
- ISO/IEC 9834 情報技術 - 開放型システム間相互接続 - OSI登録権限の操作手順
- ISO 9844 橙皮油(Citrus aurantium L)
- ISO 9855 環境大気 - ろ紙上に集められた粒子状鉛の定量 - 原子吸光法
- ISO 9684 ジオシンセティック - ジオテキスタイル及びジオテキスタイル関連製品の単位面積質量の測定方法
- ISO 9865 繊維 - ブンデスマンレインシャワ法による織物のはっ水性の測定
- ISO 9869 断熱 - 建築要素 - 熱抵抗及び熱貫流率の現位置測定法
- ISO 9873 歯科用手器具 - 繰返し使用鏡及び柄
- ISO 9886 人間工学 - 生理的測定による熱ひずみの評価
- ISO 9891 二酸化ウラン粉末及び焼結ペレットの炭素成分の定量 - 高周波誘導炉燃焼 - 滴定分析/電気分析/赤外線吸収法
- ISO 9892 金属ウラン、二酸化ウラン粉末・ペレット及び硝酸ウラニル溶液 - ふっ素成分の定量 - ふっ化物イオン選択電極法
- ISO 9894 液相中の六ふっ化ウランのサブサンプリング
- ISO 9895 紙及び板紙 - 圧縮強さ - ショートスパン試験法
- ISO 9896 建築物内部配水管用プラスチックストラップ
- ISO 9897 貨物コンテナ - コンテナ機器データ交換(CEDEX) - 一般通信コード
- ISO 9898 作付け物保護機器 - 低木及び樹木作物エアアシスト噴霧機
- ISO 9899 プログラム言語 - C
- ISO 9904 繊維機械及び附属品 - 紡績準備及び紡績機械用鋼ピン
- ISO 9911 農業灌漑用機器 - 小型手動プラスチックバルブ
- ISO 9912 農業灌漑用機器 - マイクロ灌漑用フィルタ
- ISO 9915 アルミニウム合金鋳物 - 放射線透過試験
- ISO 9921 人間工学 - 言語伝達の評価
- ISO 9926 クレーン - 運転者の訓練
- ISO 9931 石炭 - 直接燃焼式石炭装置のガス送出微粉炭のサンプリング
- ISO/TS 9941 ミルク及び缶詰無糖練乳 - すず含有量の定量 - 分光法
- ISO/IEC 9945 情報技術 - 可搬形オペレーティングシステムインタフェース(POSIX(R))基本仕様、発行物7
- ISO 9950 工業用焼入れ油 - 冷却特性の測定 - ニッケル合金プローブ試験法
- ISO 9959 数値制御製図機械 - 性能評価のための製図試験
- ISO/IEC 9973 情報技術 - コンピュータグラフィックス、画像処理及び環境データ表示 - 項目登録の手順
- ISO 9980 ベルト駆動装置 - Vベルト用溝付きプーリー(有効幅に基づく機構) - 溝の幾何学的検査
- ISO 9981 ベルト駆動装置 - 自動車産業向けプーリー及びリブ付きVベルト - PK形材:寸法
- ISO 9982 ベルト駆動装置 - 産業用プーリー及びリブ付きVベルト - PH、 PJ、 PK、 PL及びPM形材:寸法
- ISO 9984 情報及びドキュメンテーション - グルジア文字～ラテン文字への翻字
- ISO 9985 情報及びドキュメンテーション - アルメニア文字～ラテン文字への翻字
- ISO 9986 靴表底用合成コルク
- ISO 9987 モータサイクル - 荷重関数としてのデップドビーム傾斜の変化の測定
- ISO 9988 プラスチック - ポリオキシメチレン(POM)成形及び押出し材料
- ISO 9992 金融取引カード - ICカード及びカード受取装置間のメッセージ
- ISO/IEC 9995 情報技術 - テキスト及びオフィスシステムのキーボード配列
- ISO 9999 身体障害者用補助製品 - 分類及び用語